# フェリキタス (小惑星)
フェリキタス (109 Felicitas) は、小惑星帯に位置する比較的大きくて暗い小惑星の一つ。1869年10月9日にアメリカ合衆国の天文学者、クリスチャン・H・F・ピーターズによりニューヨーク州クリントンで発見され、ローマ神話の成功の女神フェリキタスにちなんで命名された。
2003年3月29日には日本でフェリキタスによる掩蔽が観測されており、その結果からはややいびつな形をしている可能性がある。